# Museo del tesoro del Duomo di Caorle
Il Museo del tesoro del Duomo di Caorle, o anche Museo liturgico del Duomo di Caorle è una raccolta di dipinti, reliquiari ed altre suppellettili sacre appartenenti alla comunità parrocchiale di Caorle e tramandati dai vescovi di Caorle durante i mille anni in cui la città fu sede vescovile. Sorge nel complesso del Duomo di Caorle, nell'area un tempo dedicata a cappella vescovile; fu inaugurata il 13 settembre 1975 dall'allora patriarca di Venezia Albino Luciani su un'idea del parroco dell'epoca, mons. Felice Marchesan.

## Struttura
Il museo si articola in due stanze. La prima e più grande contiene quattro teche da esposizione, nelle quali sono raccolti suppellettili sacre quali ostensori, pissidi, croci d'altare, reliquiari e oggetti appartenuti ai vescovi di Caorle. Alle pareti sono fissate alcuni espositori contenenti vesti sacre come piviali, pianete, dalmatiche, stole e manipoli, insieme a sei delle icone che costituivano l'antica iconostasi del Duomo di Caorle. Nella seconda, più piccola, sono contenute, in diversi espositori, alcune reliquie di santi, ulteriori arredi sacri e numerosi oggetti appartenuti a Papa Giovanni XXIII, già patriarca, donati alla comunità dal suo attendente di camera Guido Gusso.

## Reliquiari

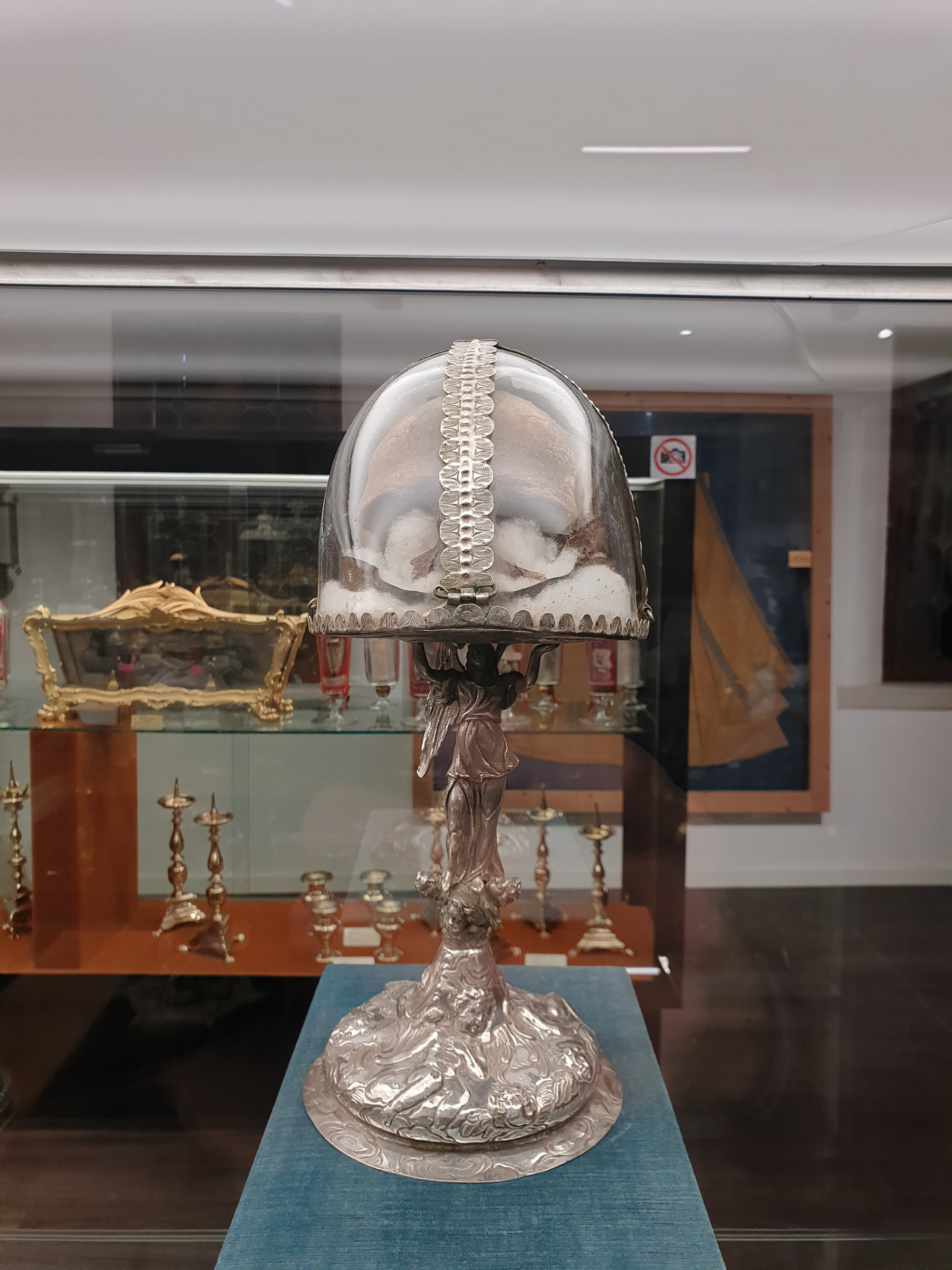
Reliquiario in argento del XVII secolo, che secondo la tradizione conterrebbe la parte superiore del cranio di Santo Stefano Protomartire.

Tra le reliquie più importanti spicca certamente quella del cranio di Santo Stefano protomartire, patrono della città. Si hanno notizie della sua presenza nel duomo già nella visita pastorale del vescovo Rinaldo (XIII secolo); oggi questa importante reliquia è conservata in un reliquiario settecentesco formato da una cupola in vetro soffiato sorretta da un angelo in argento. Insieme alla reliquia del cranio di Santo Stefano, il rapporto della visita del vescovo Rinaldo conteneva notizie anche di un braccio di Santa Margherita di Antiochia e di "buona parte del corpo di San Gilberto di Sempringham; il primo è oggi conservato in un prezioso reliquiario in argento e pietre preziose del XIV secolo, mentre frammenti ossei di San Gilberto sono conservati in una cassa con bordi in legno dorato, protetti da lastre di vetro. Diverse sono anche le reliquie della Santa Croce, provenienti dal legno conservato nella basilica di San Marco a Venezia e autenticati da diversi vescovi di Caorle. Il più prezioso tra questi è il cosiddetto reliquiario del Preziosissimo Sangue, di scuola orafa veneziana del XV secolo. All'interno di un'ampolla in vetro soffiato, il reliquiario contiene tracce di terra sopra la quale avrebbe camminato Gesù Cristo sanguinante e agonizzante durante la salita al calvario, insieme a due spine della corona di Gesù. Altri importanti e pregevoli reliquiari sono quelli di San Giovanni Battista, Sant'Antonio di Padova, San Rocco, San Luca evangelista, San Pio X e San Giovanni XXIII, papi e patriarchi di Venezia.

## Icone

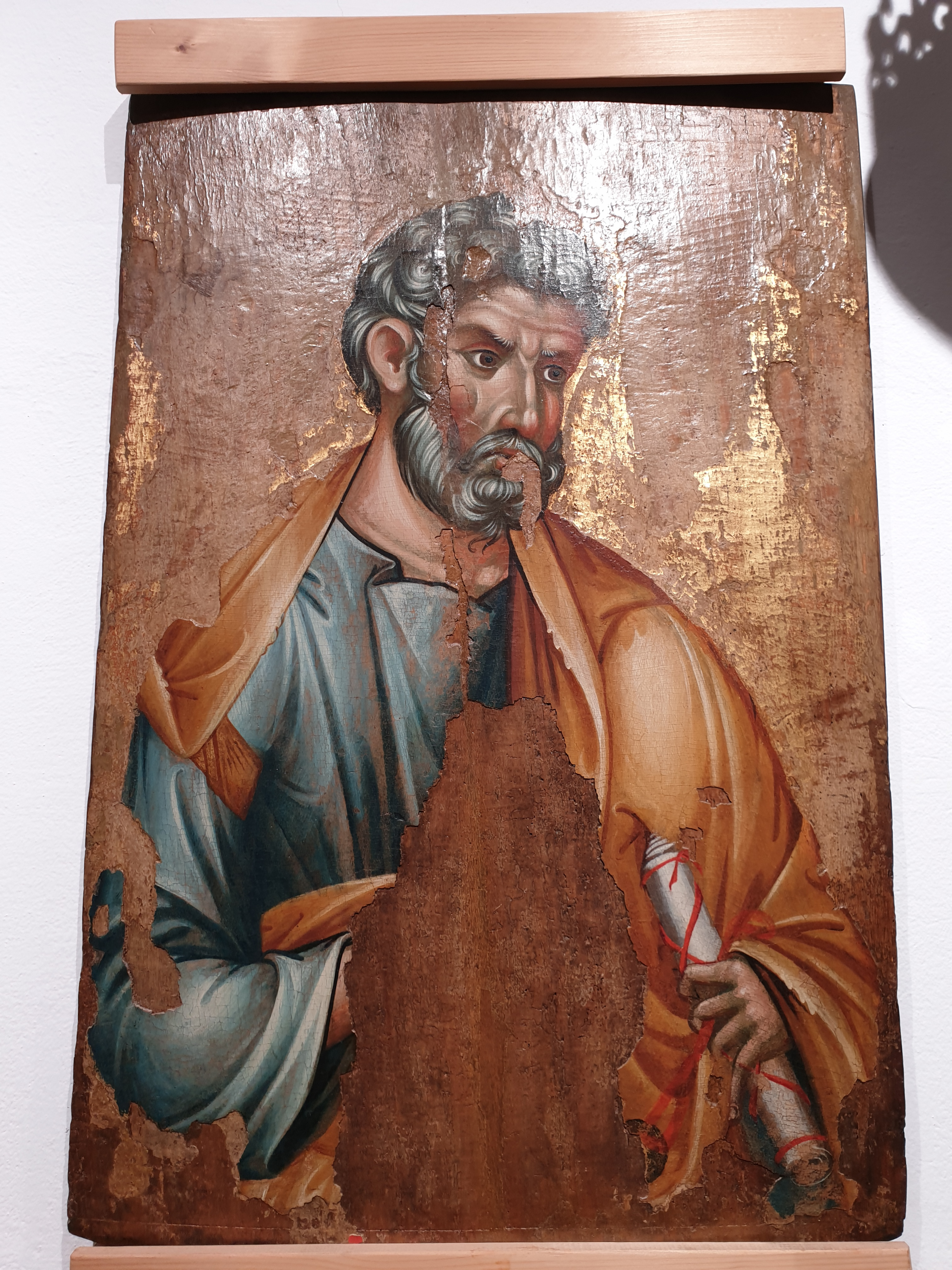
Icona di San Pietro apostolo, opera del Maestro di Caorle, XIII secolo.

Le icone degli apostoli conservate nel museo liturgico facevano parte di un insieme di quindici icone, raffiguranti dieci dei dodici apostoli, con i santi Simone e Giuda apostoli sostituiti dai santi Luca e Marco evangelisti, San Michele arcangelo, Santo Stefano protomartire e il Santissimo Redentore. L'iconostasi del duomo fu probabilmente costruita con l'edificio stesso, risalente al 1038, e ornato con frammenti e balaustre lapidee provenienti dall'edificio sacro preesistente su cui l'attuale chiesa sorge. Nel XV secolo vennero aggiunti un Crocifisso e le statue lignee della Beata Vergine Maria e di San Giovanni apostolo; queste ultime sono poi andate perdute, mentre il Crocifisso è tuttora conservato all'interno del duomo. L'iconostasi venne poi smantellata in seguito ai lavori di rifacimento del presbiterio della cattedrale, voluti dal vescovo Giuseppe Maria Pizzini (1645-1648) nel XVII secolo, e sostituita da due balaustre in pietra pure conservate fino ai giorni nostri. Invece, delle quindici icone soltanto sei sono state recuperate: si tratta delle raffigurazioni dei santi apostoli Pietro, Andrea, Filippo, Bartolomeo, Giovanni e Giacomo il maggiore. Le icone sono fatte risalire alla scuola di Paolo Veneziano, del XIII secolo; l'autore, in alcune fonti, è citato anche come il maestro di Caorle, in riferimento a queste icone sopravvissute.

## Vesti sacre

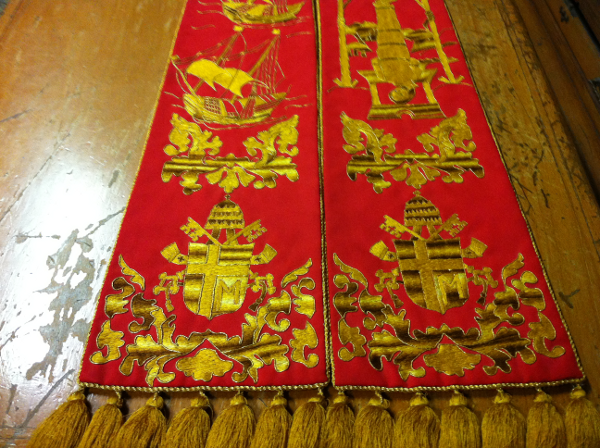
Particolare della stola pontificale appartenuta a San Giovanni Paolo II, e donata dallo stesso papa al parroco di Caorle nel 1993.

Il tesoro del Duomo di Caorle contiene diverse vesti sacre appartenute ai vescovi di Caorle. Tra queste spicca un piviale settecentesco in lamina d'oro, appartenuto al vescovo Giovanni Vincenzo de Filippi (1718-1738) e con raffigurato il suo stemma, numerose pianete con stemmi di vescovi e della città di Caorle, stole e manipoli. Di particolare importanza sono le pianete appartenute ai papi Benedetto XIV, Leone XII e San Pio X, e la stola papale utilizzata da san Giovanni Paolo II in occasione della canonizzazione di 117 martiri vietnamiti (19 giugno 1988), donata nel 1993 dallo stesso pontefice all'allora parroco del duomo mons. Giovanni Fattore. In una delle teche di esposizione sono conservate tre mitrie di color rosso decorate ed una mitria gemmata appartenuta a vescovi di Caorle, ed una mitria appartenuta al vescovo di Cesena Augusto Gianfranceschi, già cappellano del Duomo di Caorle. Inoltre nel museo liturgico sono conservati una veste talare, un rocchetto e diverse pantofole liturgiche appartenute a papa San Giovanni XXIII, e un paio di pantofole liturgiche di papa Pio XII.

## Altre suppellettili

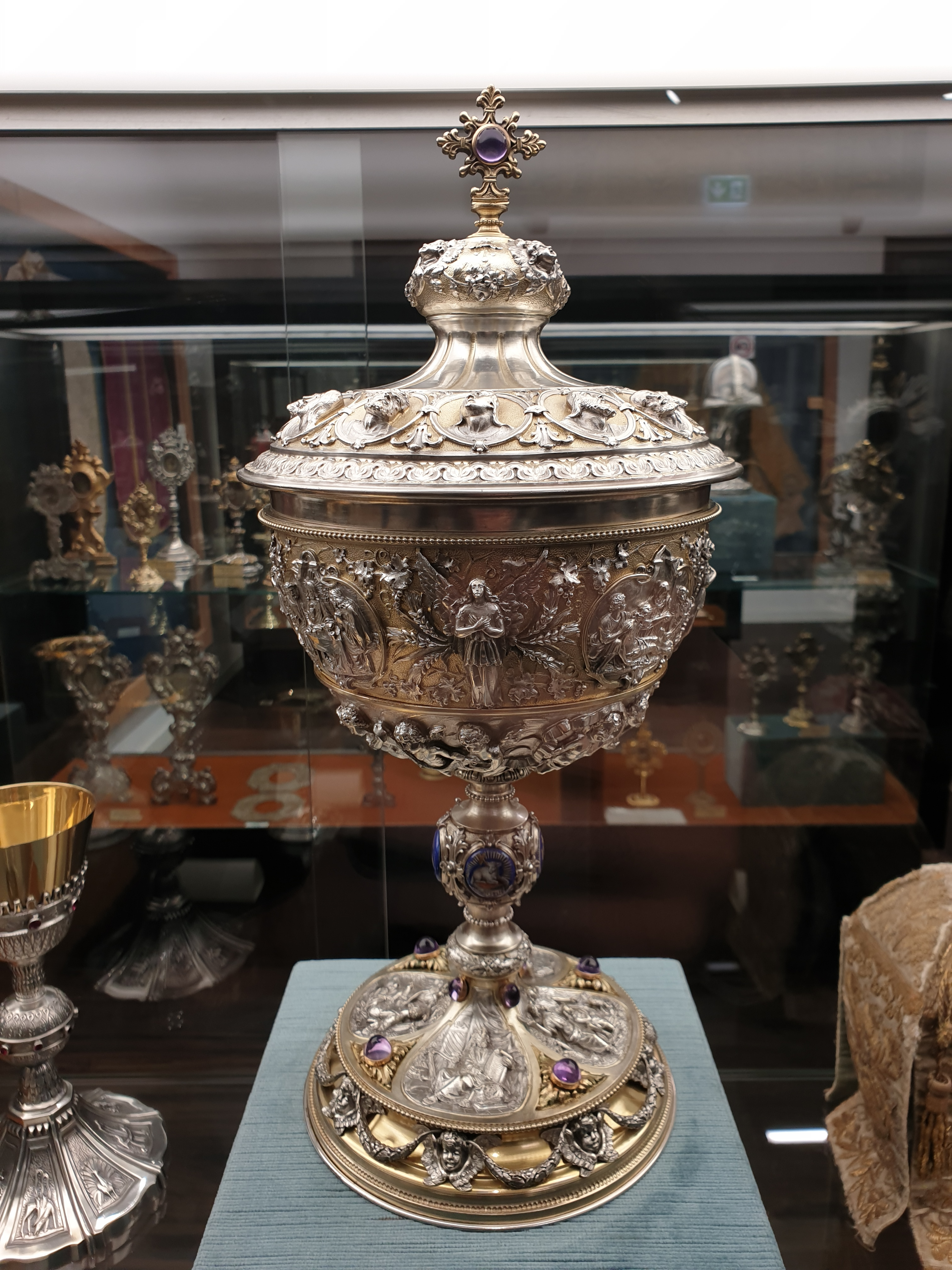
Grande Pisside, opera di oreficeria veneziana del XIX secolo, conservata nel museo del tesoro.

Il museo liturgico del Duomo di Caorle conserva quattro preziosi Ostensori risalenti a un periodo tra il XVIII ed il XIX secolo. Uno in particolare fu donato dall'ultimo vescovo di Caorle, Giuseppe Maria Peruzzi (1795-1807), il quale, traslato alla diocesi di Chioggia nel 1807, aveva portato con sé il pastorale di proprietà della diocesi. Nel periodo intercorso tra la traslazione del vescovo e la soppressione della diocesi, avvenuta il 1º maggio 1819 per volere di papa Pio VII, il capitolo della cattedrale fece al vescovo richiesta di restituzione, ma avendolo egli già rifuso donò in cambio un decoroso ostensorio. Il museo ospita inoltre un anello episcopale, appartenuto al vescovo Giovanni Vincenzo de Filippi. 
Particolarmente interessante è la Croce capitolare, in argento e datata 1534, raffigurante sul fronte il Crocifisso contornato dalle raffigurazioni di Dio Padre, la Madonna, San Giovanni evangelista e la Maddalena, mentre sul retro la figura di Santo Stefano Protomartire contornato dai quattro evangelisti. In diverse teche sono inoltre contenute alcune carteglorie che adornavano gli altari della cattedrale. Di pregevole fattura è la cosiddetta Grande pisside, in argento sbalzato e cesellato del XIX secolo, raffigurante sul coperchio i dodici apostoli, sulla coppa quattro scene della vita di Gesù (la Natività, la Deposizione, la Risurrezione e la Cena di Emmaus) e sul basamento quattro personaggi dell'antico testamento (il Re Davide, il Profeta Geremia, il Profeta Tobia con l'Arcangelo Raffaele ed il Sacrificio di Isacco).

## Galleria d'immagini

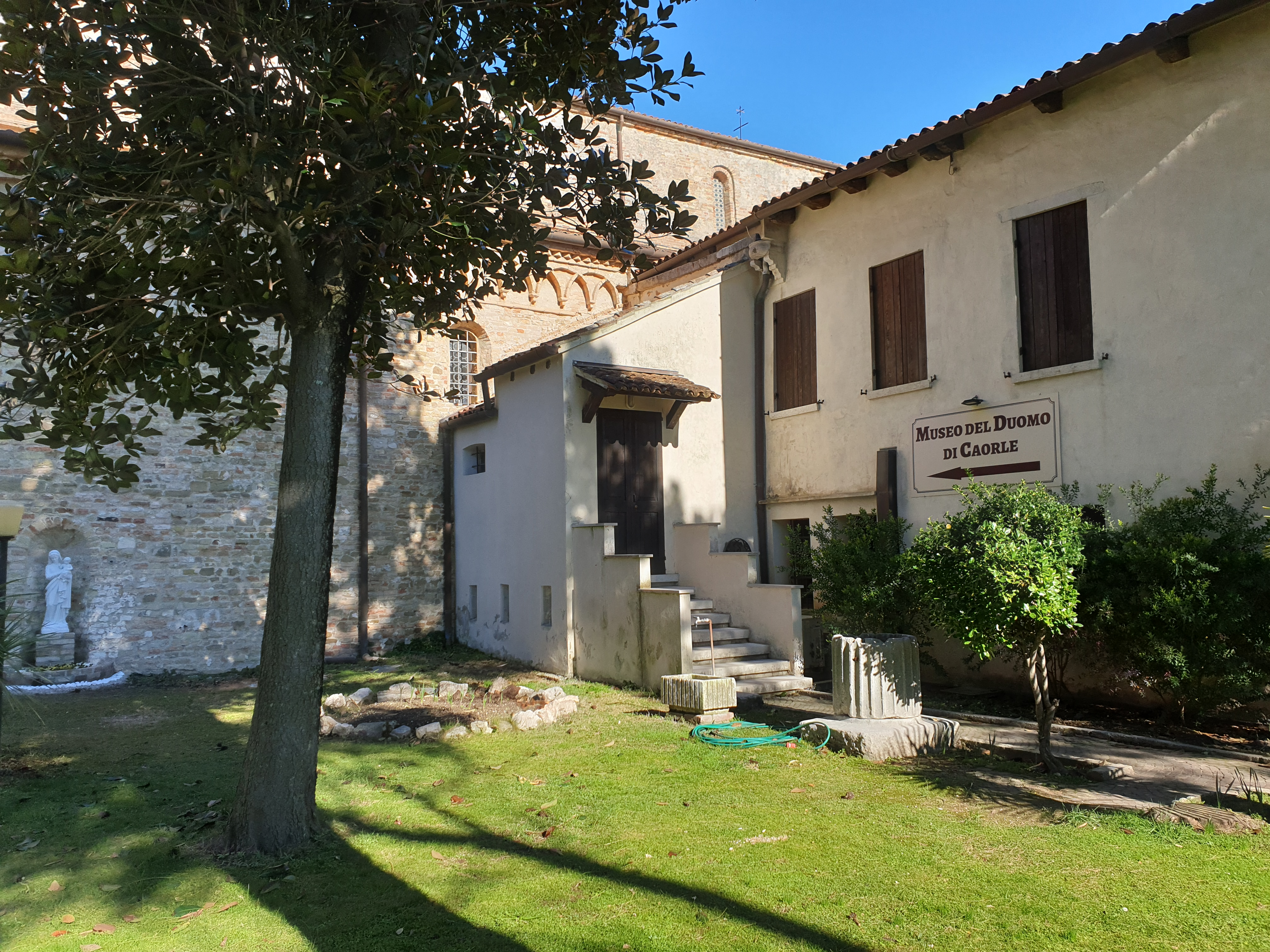
Entrata del Museo dai giardini dell'ex palazzo vescovile
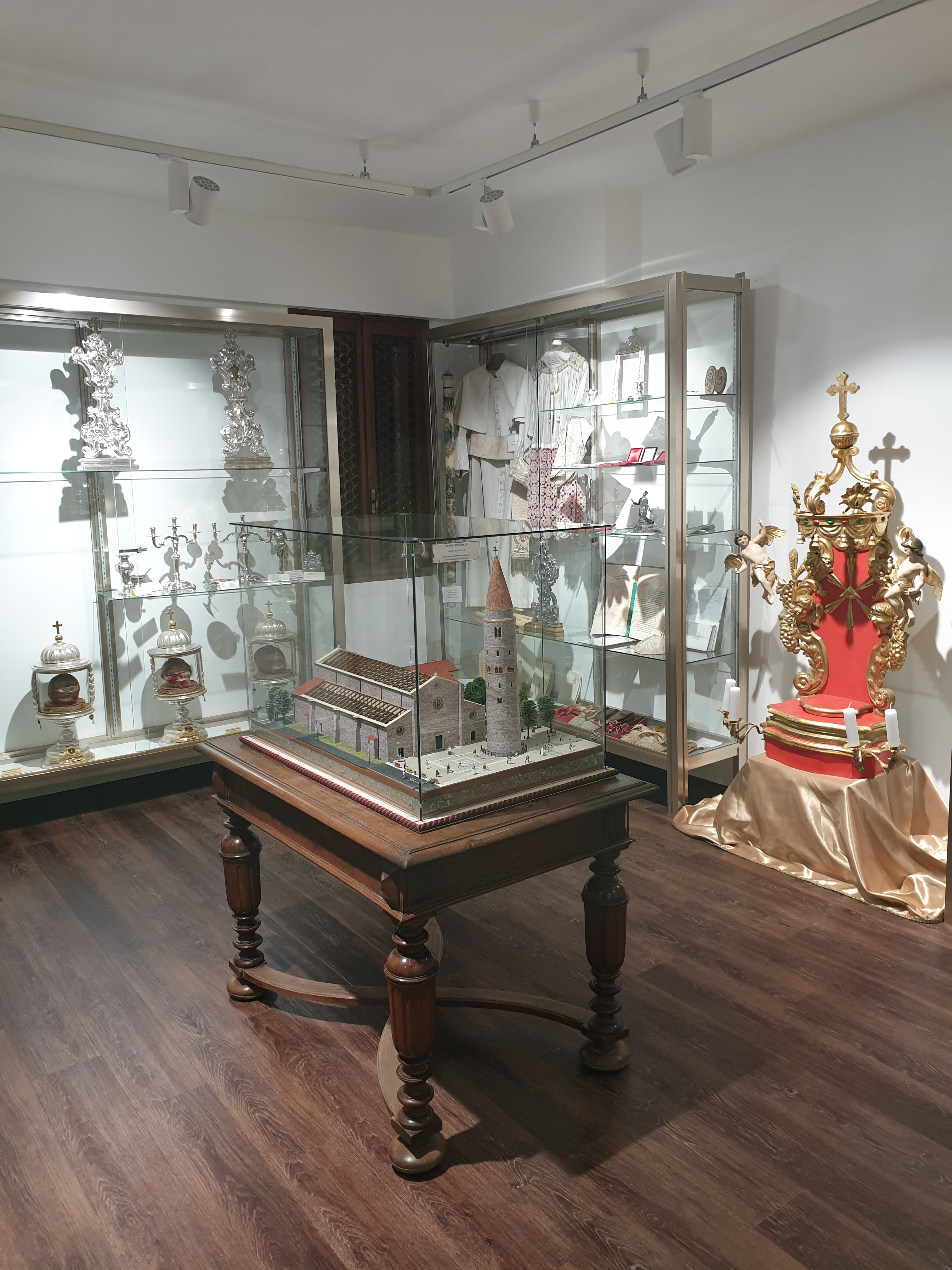
Seconda stanza del Museo (scorcio)
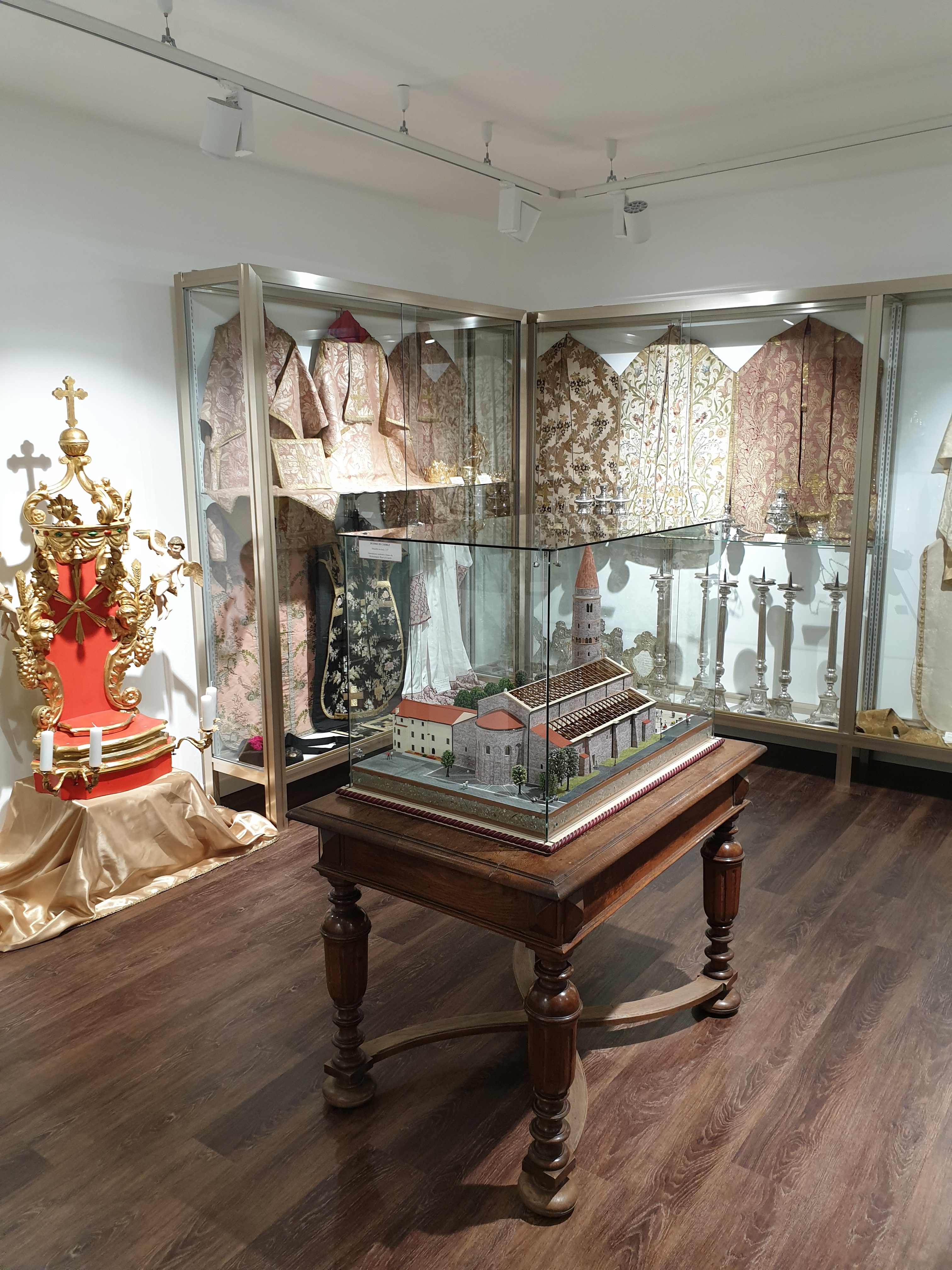
Seconda stanza del Museo (scorcio)
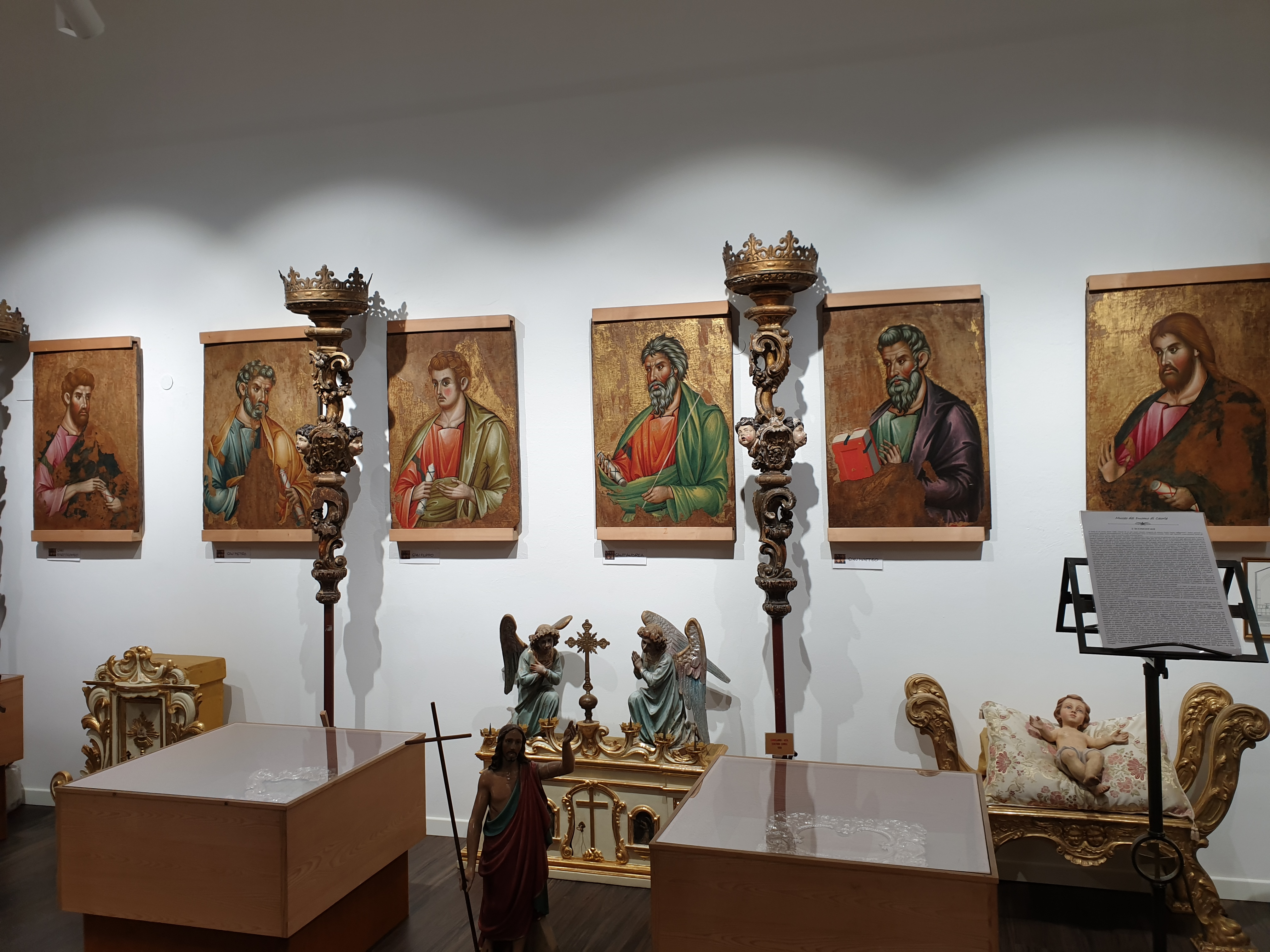
Le sei icone rimanenti dell'iconostasi
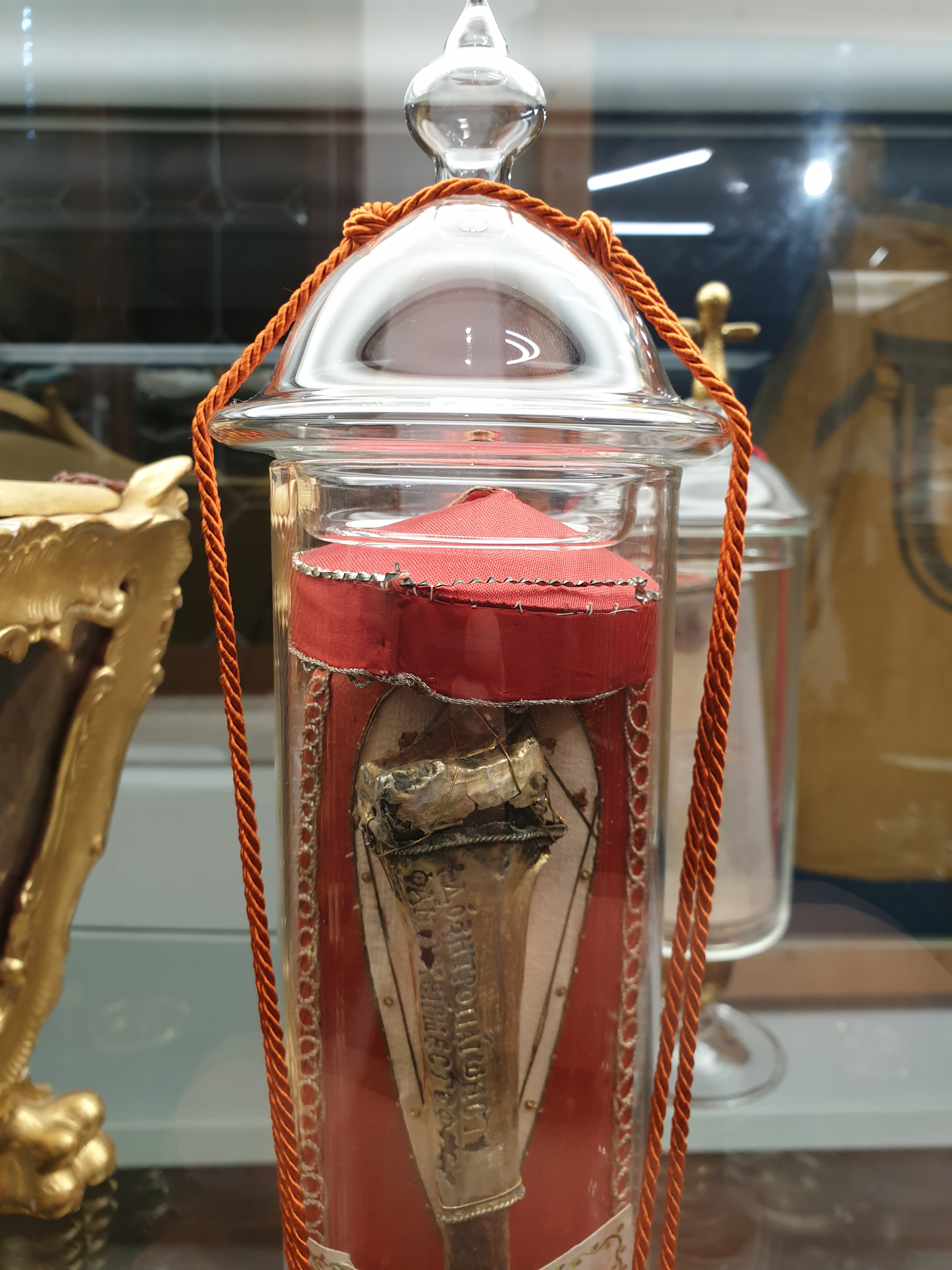
Reliquiario della mano di Santo Stefano Protomartire
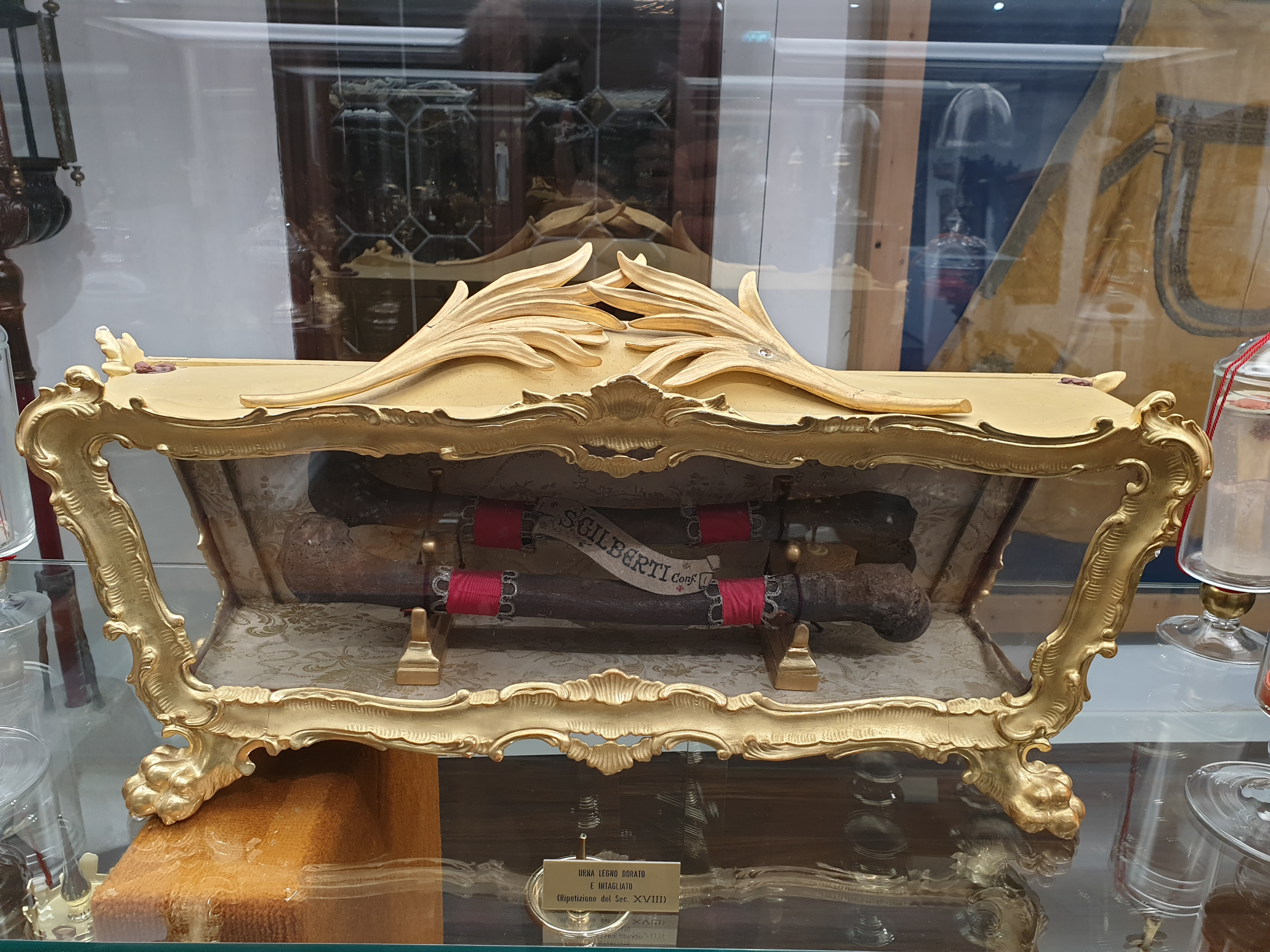
Reliquiario delle ossa di San Gilberto di Sempringham
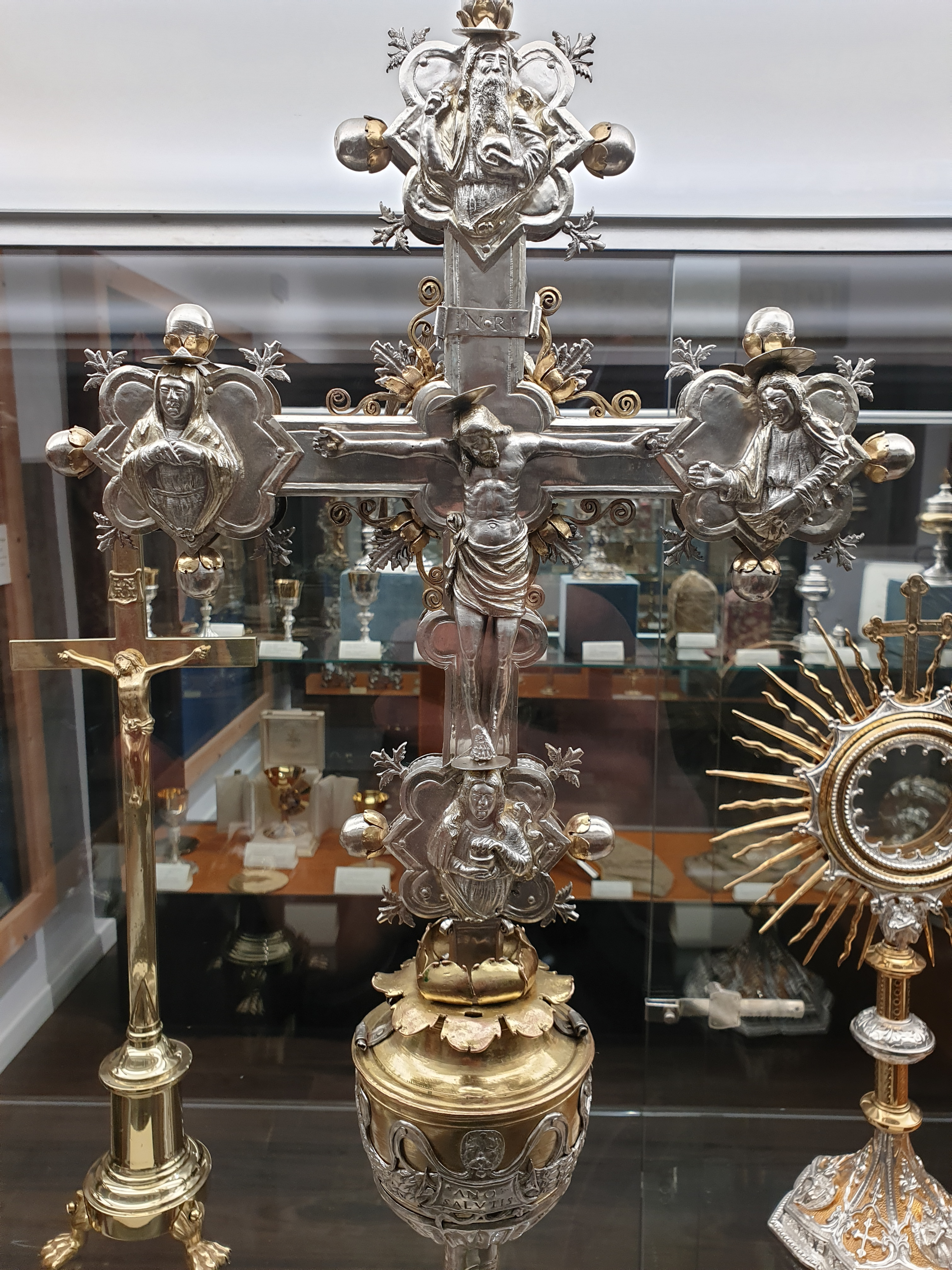
Croce del Capitolo datata 1534 (fronte)
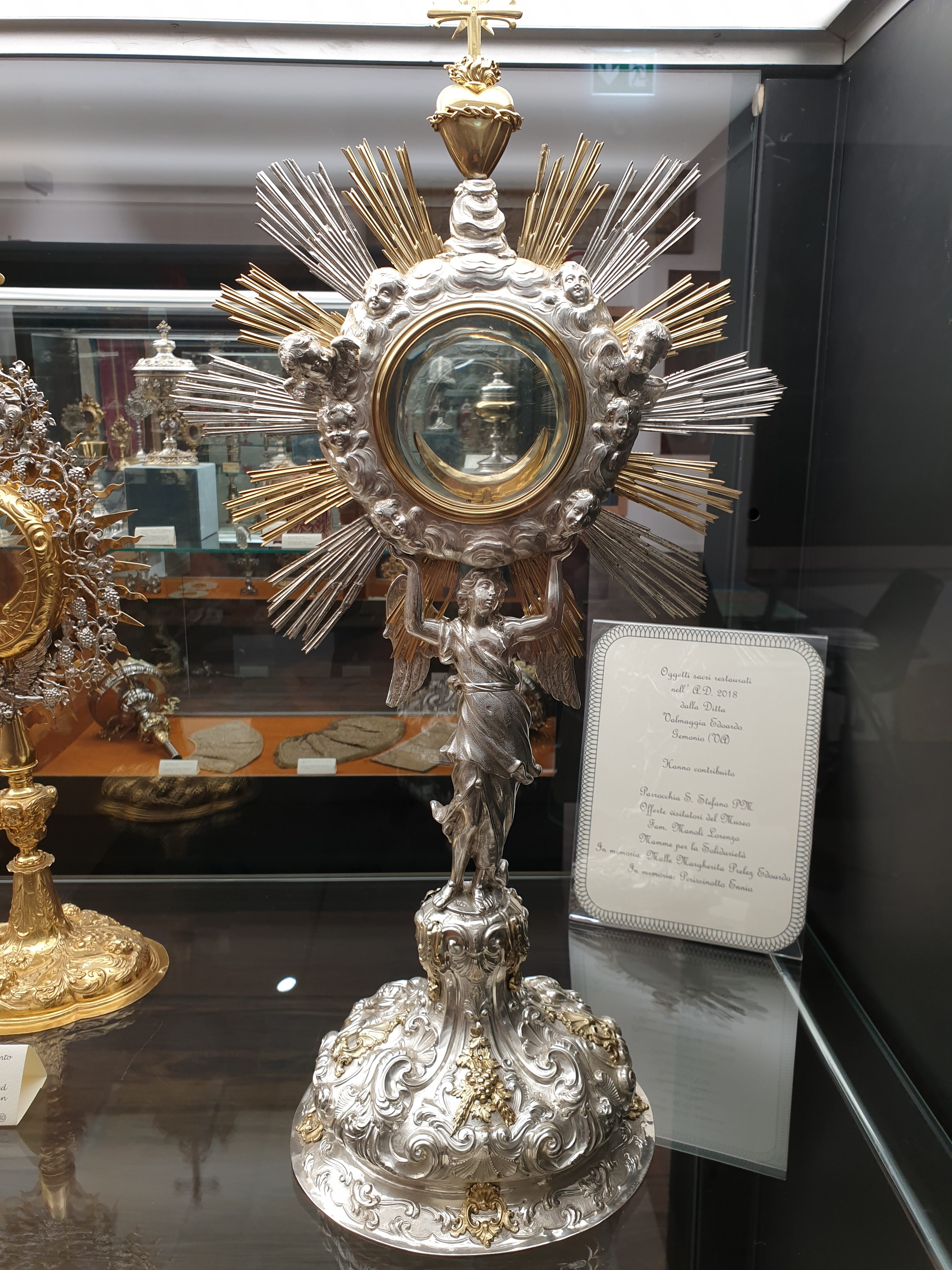
Ostensorio del Sacro Cuore
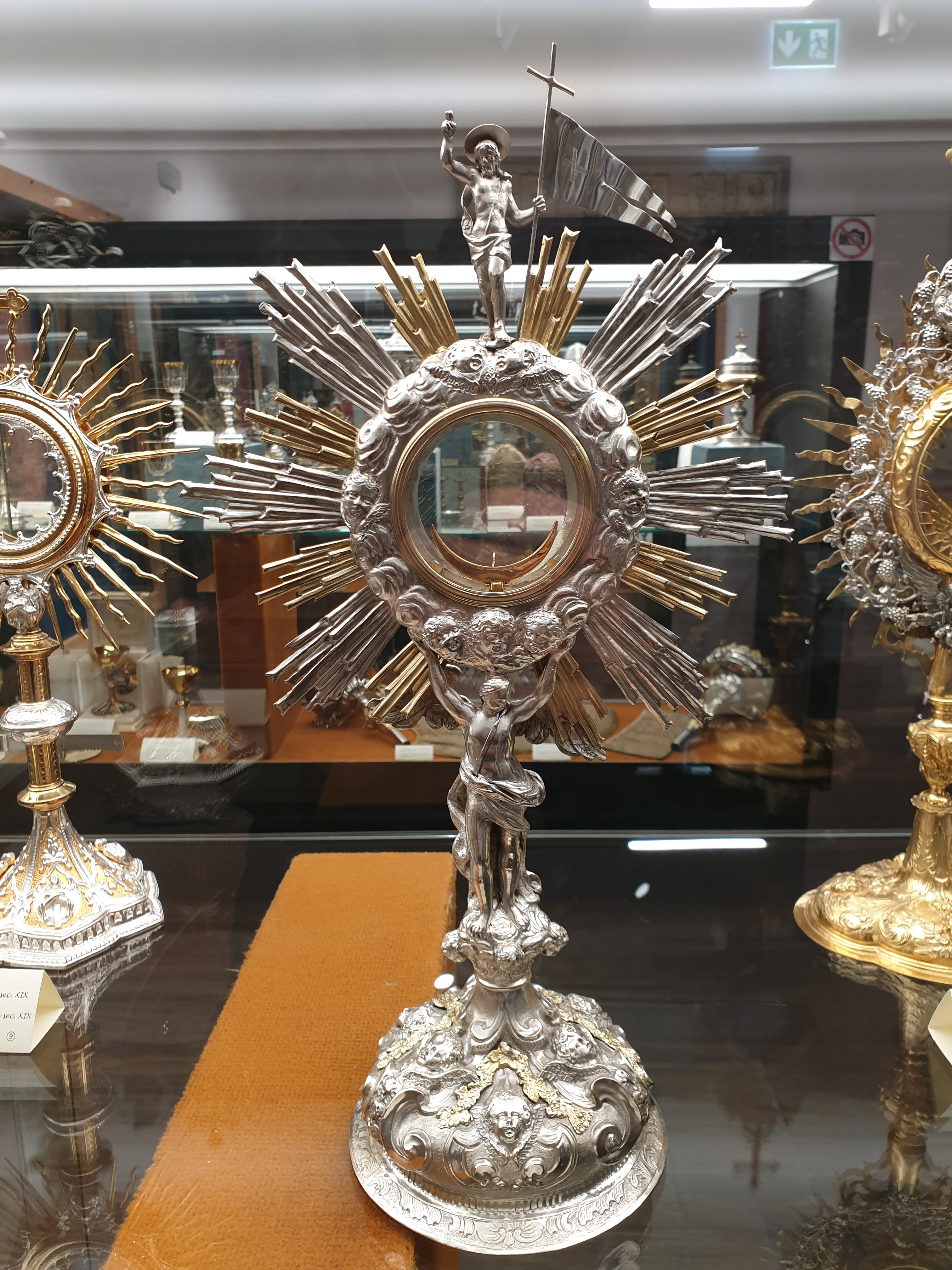
Ostensorio del Santissimo Redentore
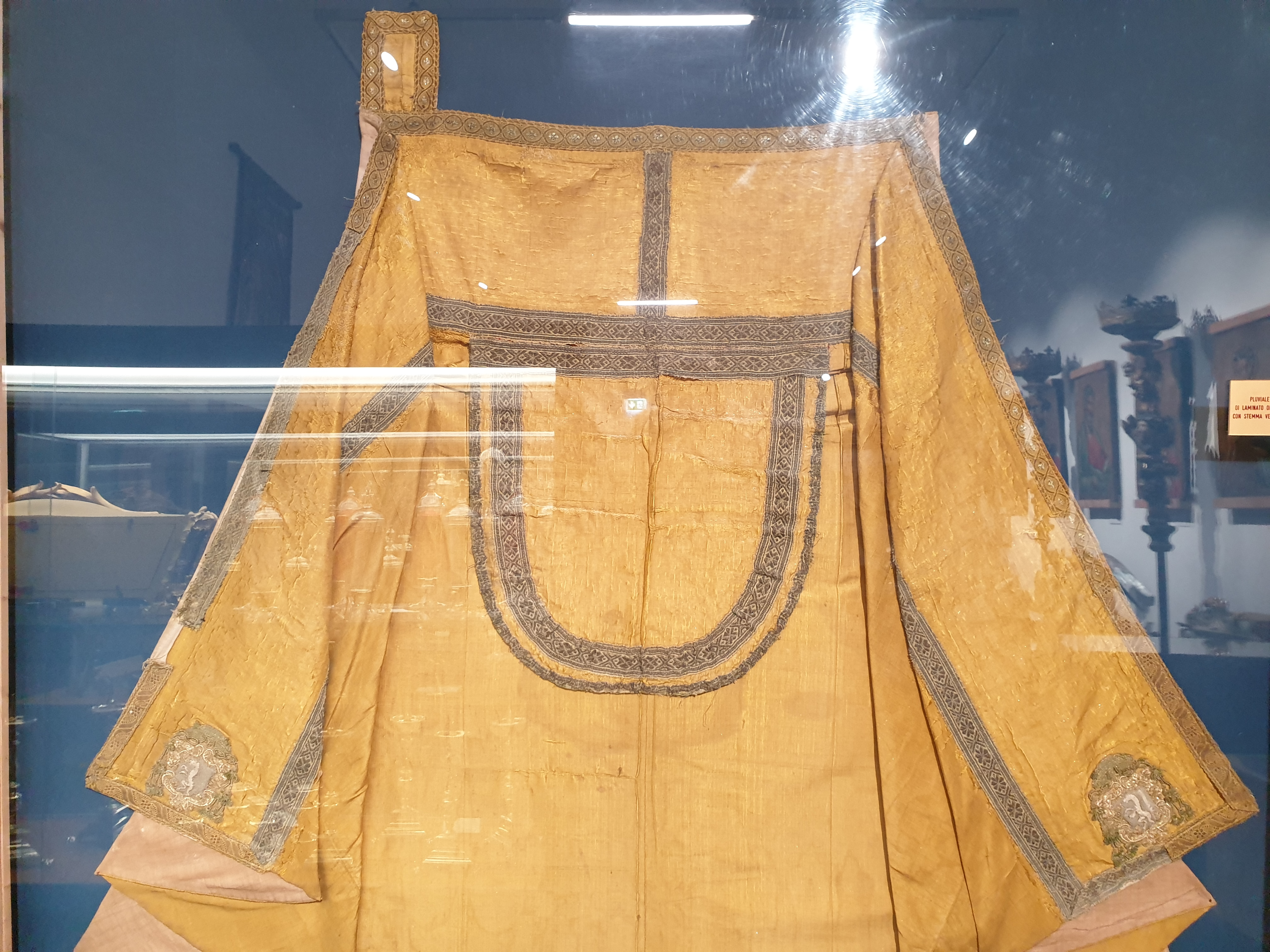
Piviale del vescovo Giovanni Vincenzo de Filippi
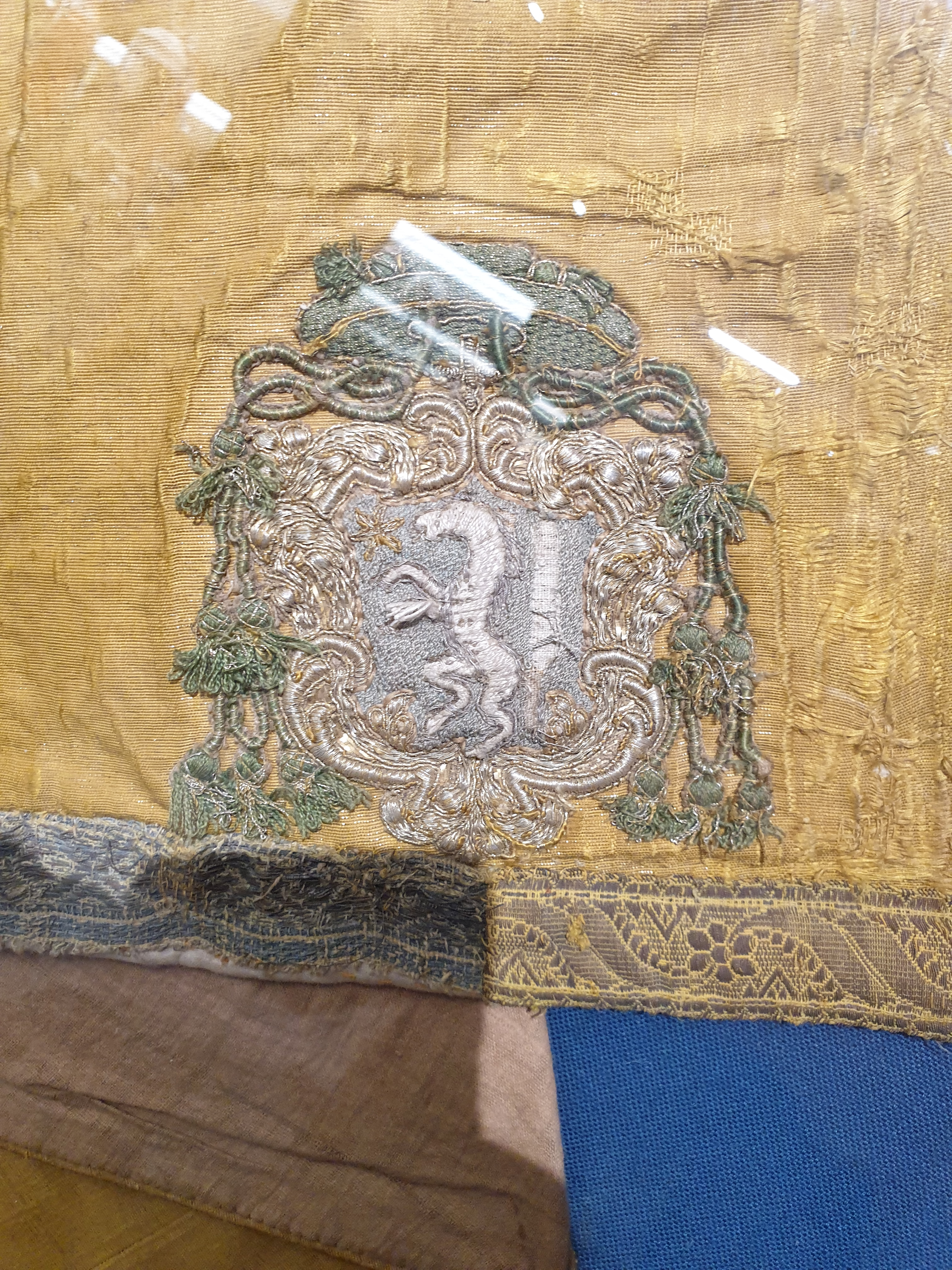
Piviale del vescovo Giovanni Vincenzo de Filippi (particolare)
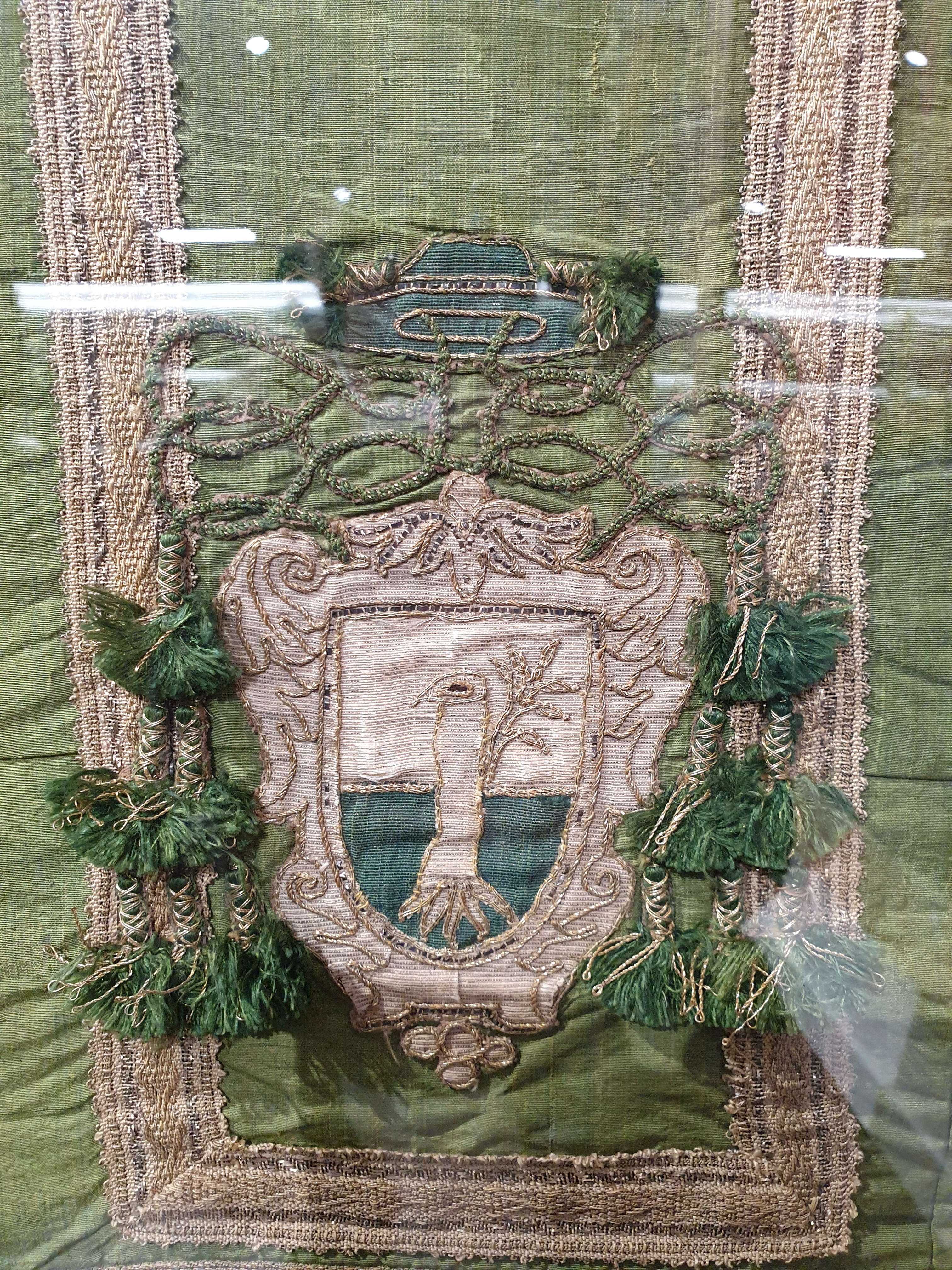
Pianeta del vescovo Lodovico de Grigis (particolare)
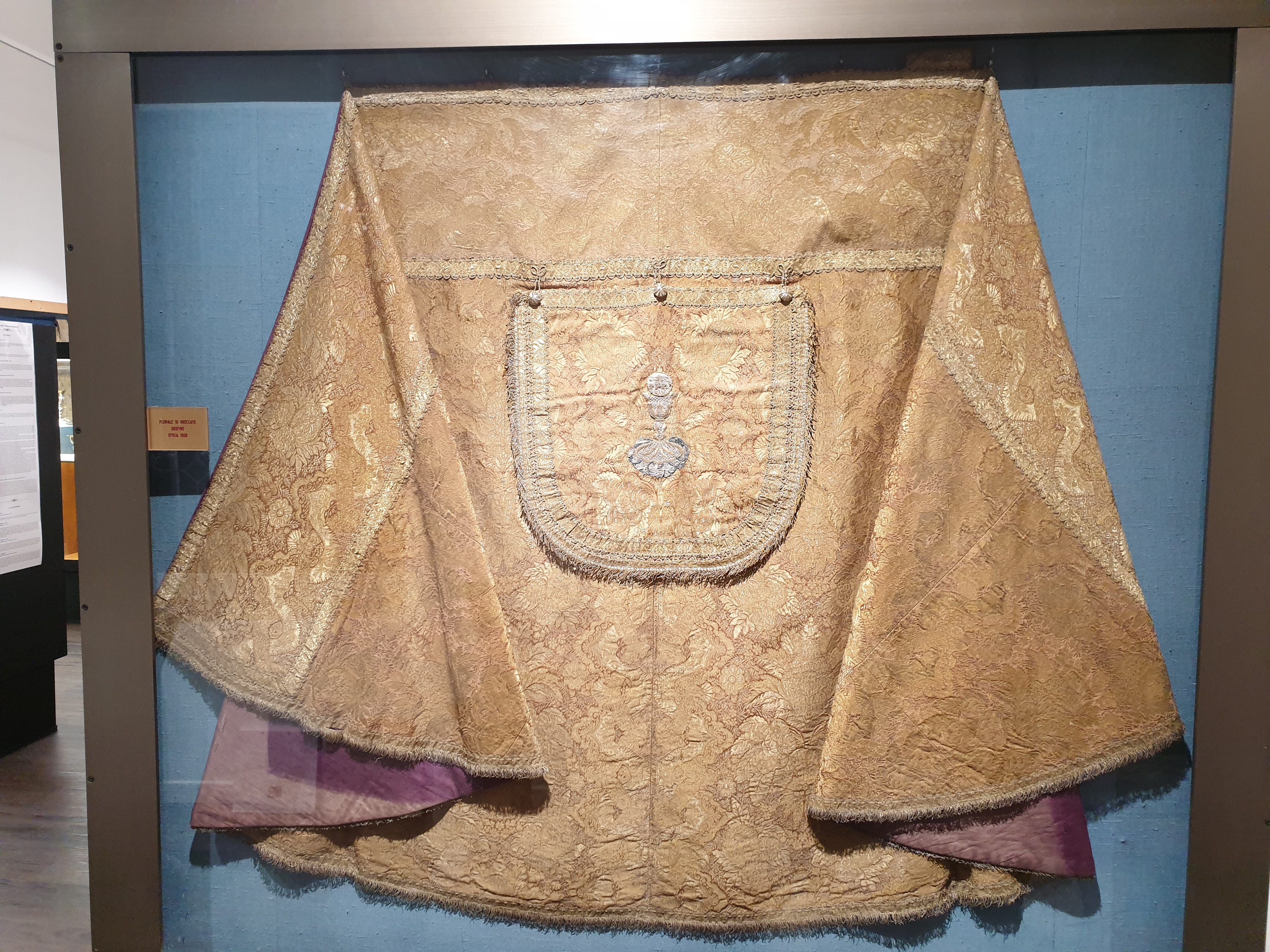
Piviale tessuto in oro zecchino
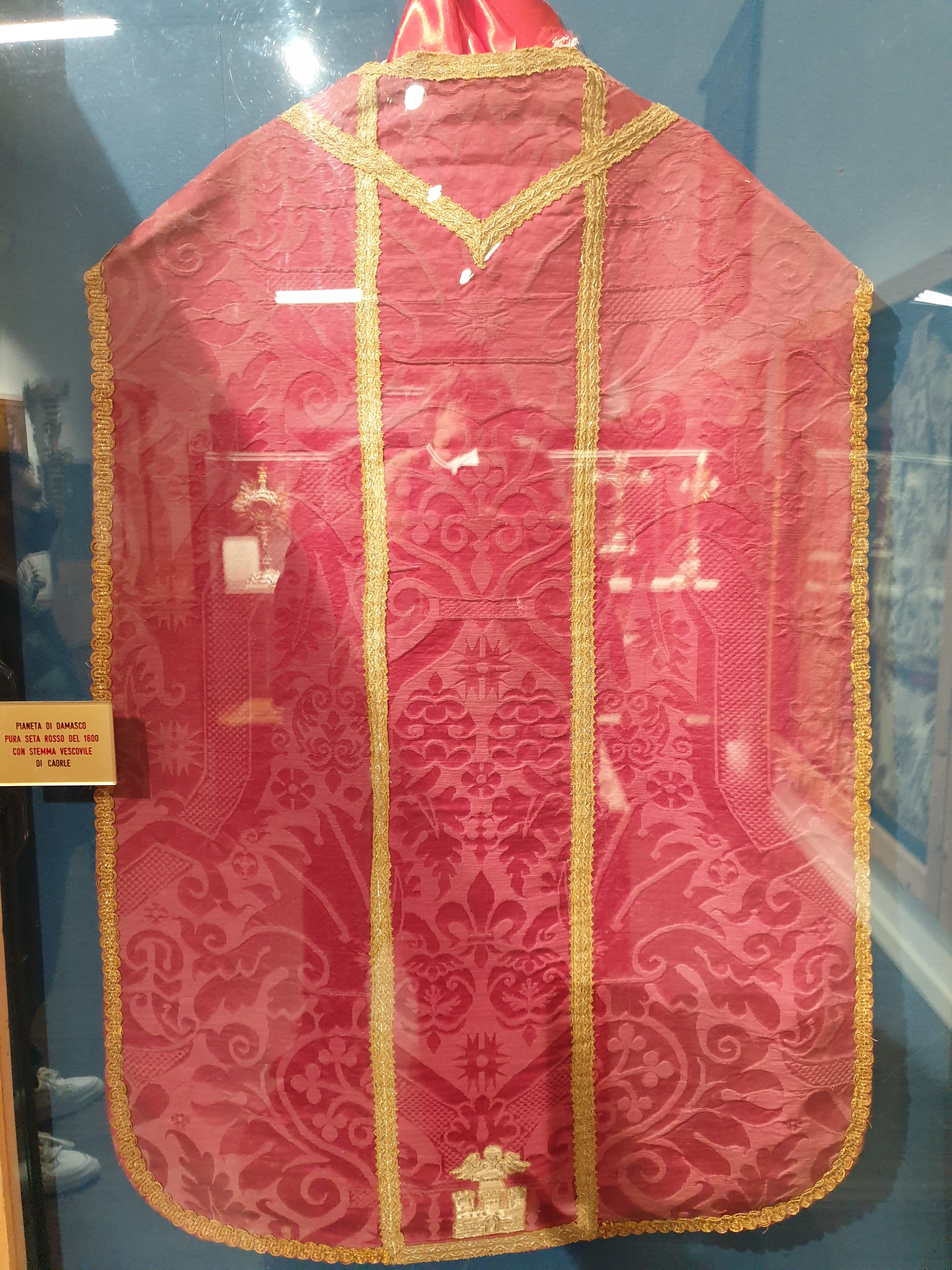
Pianeta del XVI secolo con stemma di Caorle
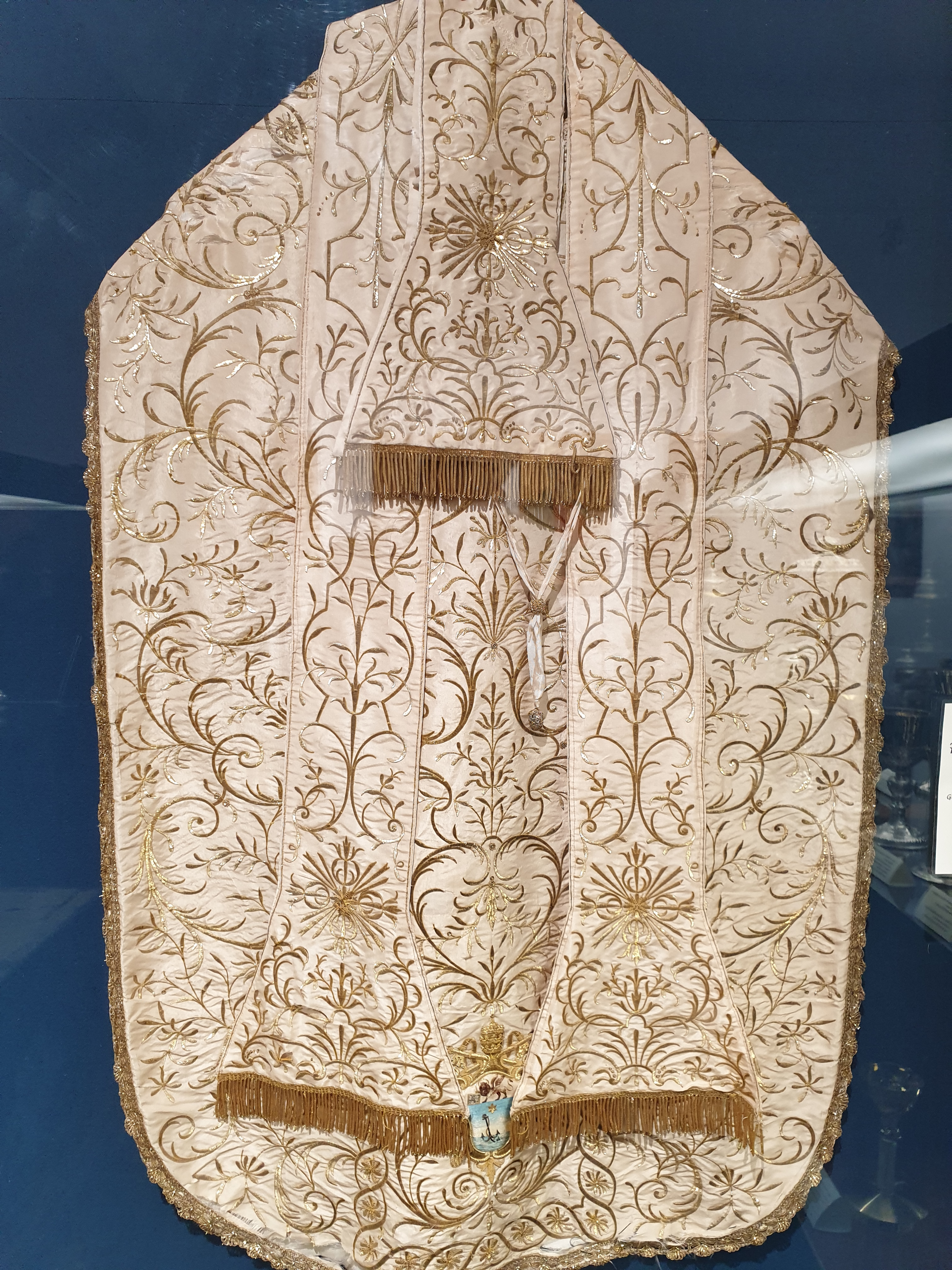
Pianeta appartenuta a papa San Pio X
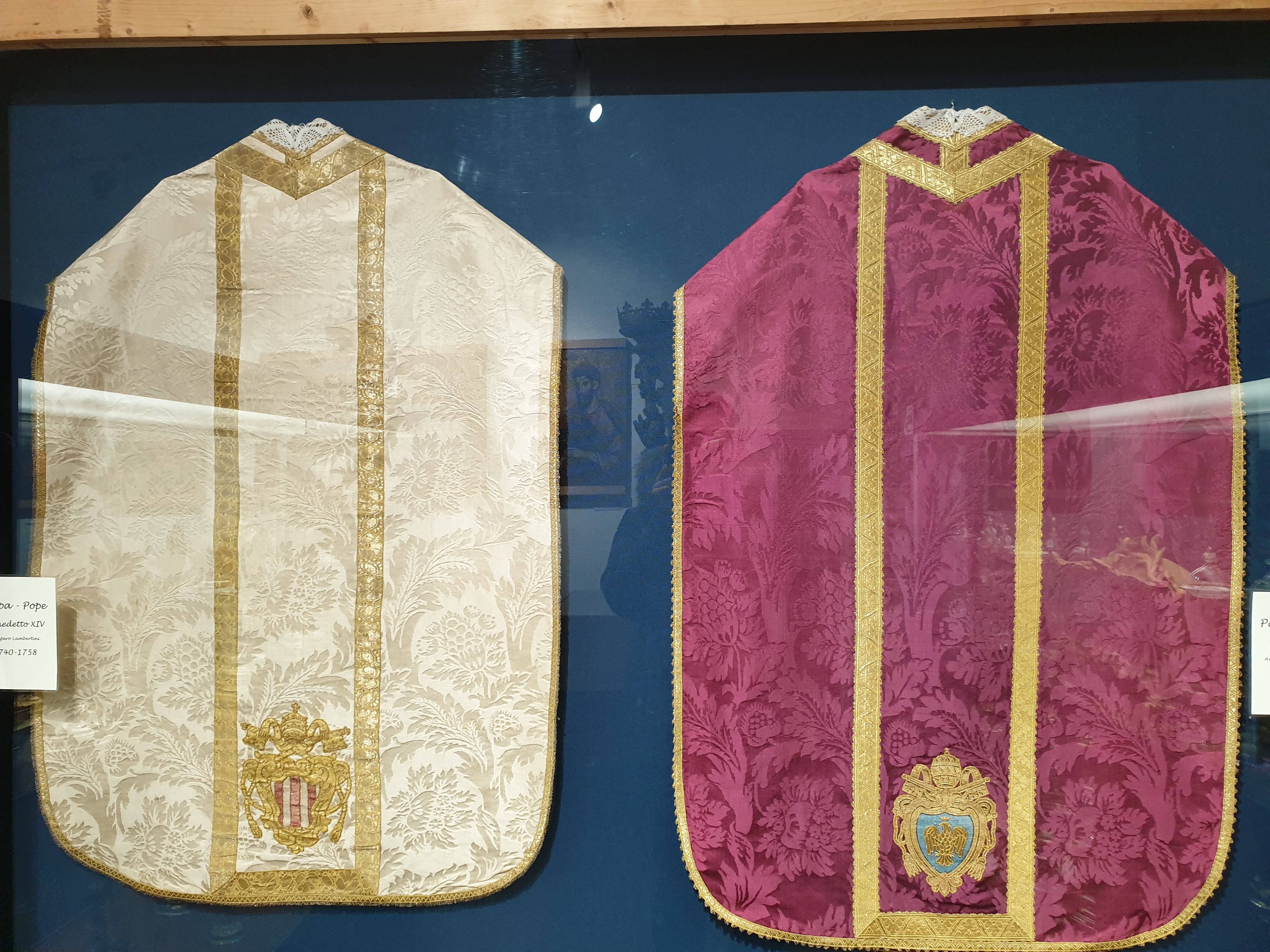
Pianete con gli stemmi dei papi Benedetto XIV e Leone XII
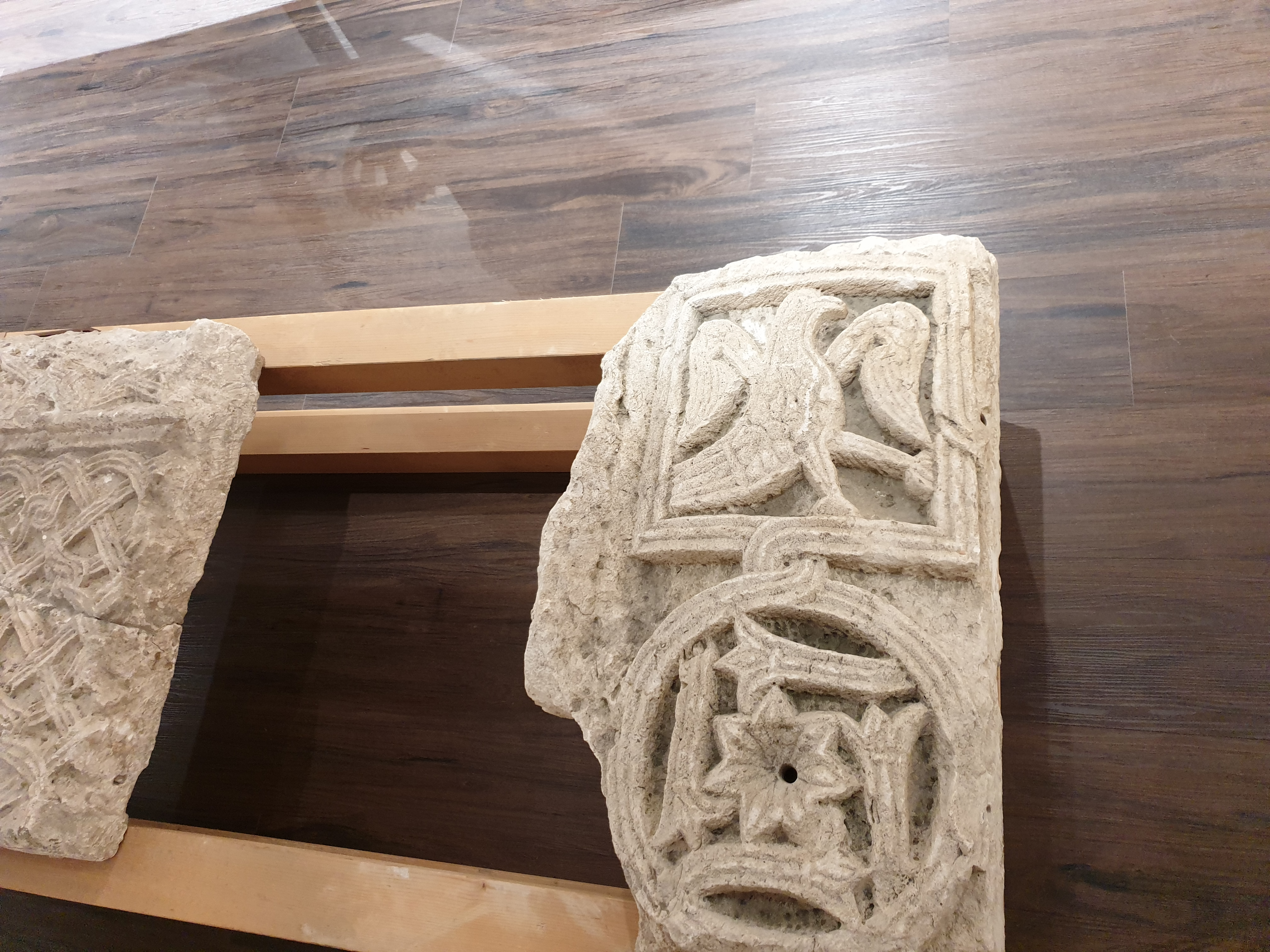
Resti lapidei dell'antica cattedrale paleocristiana